# Resonancia
《Resonancia》(레소난시아)는 일본의 가수 나카모리 아키나(中森明菜)의 20번째 정규 음반으로 2002년 5월 22일에 발매하였다. (CD: UMCK-1111) 나카모리가 현 레코드 레이블인 유니버설 뮤직 재팬과 계약을 체결하고 처음 발매한 정규 음반이다. 타이틀 “Resonancia”는 스페인어로 공명을 뜻하며 타이틀에 걸맞게 라틴 음악의 고유한 특성을 살린 R&B 음악들로 주로 구성되어 있다. 이 음반의 제작에는 대한민국의 가수이자 룰라의 멤버인 이상민이 대표로 있던 상마인드 엔터테인먼트도 참가하여, 나카모리는 싱글을 서울에 위치한 상마인드 뮤직 스튜디오에서 녹음과 편곡 작업을 거쳤으며 랩 피쳐링은 상마인드 소속의 그룹 엑스라지가 담당하였다. 2002년 6월 3일, 오리콘 주간 앨범 차트에 처음으로 진입, 최고순위 15위를 달성하였다. 차트 톱100에 4주 올라와있었다.

## 수록곡
| #            | 제목                                            | 작사                     | 작곡         | 편곡         | 재생 시간 |
| ------------ | ----------------------------------------------- | ------------------------ | ------------ | ------------ | --------- |
| 1.           | 〈〈Carnaval〉〉                                | Adya                     | JUSTIN       | JUSTIN       | 3:42      |
| 2.           | 〈〈Eyes on you〉〉                             | Adya                     | URU          | URU          | 4:32      |
| 3.           | 〈〈Carmesi〉〉                                 | Adya                     | URU          | URU          | 4:35      |
| 4.           | 〈〈The Heat ~musica fiesta~〉(album version)〉 | Adya                     | URU          | URU          | 4:54      |
| 5.           | 〈〈missed U〉〉                                | SHE                      | 243          | 243, URU     | 4:26      |
| 6.           | 〈〈Resonancia〉(Interlude)〉                   |                          | URU          |              | 0:46      |
| 7.           | 〈〈바람과 태양〉(風と太陽 카제토타이요[*])〉   | 나츠노 세리코            | URU          | URU          | 4:11      |
| 8.           | 〈〈ibiza〉〉                                   | K-CO                     | URU          | URU          | 4:49      |
| 9.           | 〈〈Deseo〉〉                                   | Miran:Miran, Mr. Blistah | URU          | URU          | 4:39      |
| 10.          | 〈〈Lost words〉〉                              | Adya                     | JUSTIN       | URU, JUSTIN  | 5:24      |
| 11.          | 〈〈Siesta〉(interlude)〉                       |                          | JUSTIN       |              | 0:27      |
| 12.          | 〈〈It's brand new day〉(URU Latin Mix)〉       | Adya                     | Adya         | URU          | 5:00      |
| 13.          | 〈〈Bonita Terra〉〉                            | Adya                     | URU          | URU          | 5:35      |
| 총 재생 시간 | 총 재생 시간                                    | 총 재생 시간             | 총 재생 시간 | 총 재생 시간 | 53:07     |